# Пойга (приток Лисицы)
Пойга (южноселькупск. По́йга — таёжная река) — река в России, протекает по Томской области. Устье реки находится в 126 км по левому берегу реки Лисица. Длина реки составляет 58 км, площадь водосборного бассейна 432 км².

## Данные водного реестра
По данным государственного водного реестра России относится к Верхнеобскому бассейновому округу, водохозяйственный участок реки — Кеть, речной подбассейн реки — бассейн притоков (Верхней) Оби от Чулыма до Кети. Речной бассейн реки — (Верхняя) Обь до впадения Иртыша.